# زاکری لیدر
زاکری لیدر (انگلیسی: Zachary Leader؛ زادهٔ ۱ ژانویهٔ ۱۹۴۶) متخصص ادبیات، استاد دانشگاه، نویسنده، منتقد ادبی، و روزنامه‌نگار اهل ایالات متحده آمریکا است.
وی همچنین برندهٔ جوایزی همچون کمک‌هزینه گوگنهایم شده‌است.
زاکری لیدر زندگینامه‌نویس کینگزلی آمیس بوده است.